# Арабский освободительный фронт
Арабский освободительный фронт или АОФ (араб. جبهة التحرير العربية‎, jabha at — tahrir al-arabiya) — незначительная палестинская политическая фракция Организации освобождения Палестины (ООП), политически привязанная к иракской партии «БААС», прежде возглавляемой Саддамом Хуссейном.

## История
АОФ была основана в апреле 1969 года. В июне 1969 года она стала членом Организации освобождения Палестины (ООП). Первым лидером АОФ был её Генеральный секретарь Зейд Гейдар. Другими лидерами являлись Муниф аль-Раззаз, Абд аль-Ваххаб аль-Кайали и Абд аль-Рахим Ахмад. Нынешний Генеральный секретарь Ракад Салем (Абу Махмуд) находится в заключении в израильской тюрьме. АОФ имеет место в Исполнительном комитете ООП, представлена Махмудом Исмаилом.

## Идеология и отношение к ООП
АОФ всегда следовал политике иракского правительства по многим вопросам. В соответствии с панарабской идеологией партии БААС, АОФ первоначально был против «депалестинизации» конфликта, предпочитая рассматривать конфликт с точки зрения войны всего арабского мира с Израилем, рассматриваемую им как часть естественной политики Ирака. В 1970-х годах АОФ стала членом Радикального фронта, отвергающей растущую умеренность ООП. АОФ позднее против соглашений в Осло, равно как и иракским правительством. Это привело к расколу в организации.

## Нынешняя ситуация
АОФ поддерживает людей в лагерях беженцев в Ливане и имеет незначительную присутствие на оккупированных палестинских территориях. Её штаб-квартира находится в городе Рамалла в центральной части Западного берега реки Иордан.
АОФ получил некоторую степень важности во время интифады аль-Акса, как дистрибьютор финансовой поддержки со стороны иракского правительства, для семей погибших, с дополнительными субсидиями для семей террористов-смертников.
АОФ имеет свою ежемесячно публикуемую газету Саут аль-Джамахир (на арабском языке), под редакцией Ракада Салема.
Самир Сануну является представителем АОФ в Ливане.

## Военная составляющая
АОФ не был вовлечён в вооруженные нападения на Израиль, по крайней мере с начала 1990-х, и считается, что он не обладает каким-либо значительным военным потенциалом. Поэтому АОФ не считается иностранной террористической организацией в США, а также не внесён в террористические списки ООН и ЕС.